# Bitva u Saint-Denis (1567)
Bitva u Saint-Denis byla střetnutím francouzských náboženských válek, proběhla 10. listopadu 1567 v Saint-Denis poblíž Paříže.
Na konci září 1567 se hugenoti, trochu vztahovačně, cítili ohroženi kvůli akcím vévody z Alby v Nizozemí. Proto tajně zmobilizovali několik stovek jezdců a pokusili se překvapivým útokem unést krále. Útok na královský dvůr v Meaux, severovýchodně od Paříže, se nevydařil jedině díky šťastnému zásahu oddílu Švýcarů náhodou utábořených nedaleko odtamtud, v blízkém Château-Thierry. Ač se protestantům nepodařilo dosáhnout hlavního cíle akce, posíleni dalšími jednotkami započali s blokádou pařížských přístupových cest. Roajalisté během šesti týdnů sebrali 25 000 mužů, včetně Švýcarů a početné pařížské milice, vojensky dosti pochybné hodnoty. Pařížané, dotčeni blokádou, donutili francouzského konetábla, Anne de Montmorency, k bitvě.
Přesila katolických roajalistů (13 000 vojáků, většina z nich však byli narychlo sebraní muži z Paříže a okolí, čili vojáci velmi pochybné kvality) napadla Condého malý huguenotský kontingent (2 700 mužů), který jim překvapivě odolával několik hodin, než by definitivně vytlačen z bojiště. Protestanti byli poraženi, ale katolický vojevůdce Anne de Montmorency (velitel královského vojska) byl smrtelně raněn. Huguenoti prchli a ustoupili na východ, aby se spojili s německými žoldnéři.